# Bagnoli (Arcidosso)
Bagnoli è una frazione del comune italiano di Arcidosso, nella provincia di Grosseto, in Toscana.

## Geografia fisica
Il paese sorge alle pendici occidentali del Monte Amiata, a 672 metri sul livello del mare, immerso tra i boschi di castagni che crescono sul versante della montagna. Il territorio è ricco di sorgenti d'acqua e qui si trova la cascata dell'Acqua d'Alto, alta 25 metri. Bagnoli dista circa 58 km da Grosseto e poco più di un chilometro dal capoluogo comunale.

## Storia
L'insediamento di Bagnoli si è formato intorno alla chiesa romanica di Santa Mustiola, intorno al 1205, per poi svilupparsi ulteriormente espandendosi, a partire dal XVII secolo. Intorno al nucleo principale si sono andati a formare altri villaggi e borghi: Canali, Capannelle, Capenti, Case Nuove, Grappolini, Piane e Piane del Maturo. Bagnoli era famosa per la lavorazione della lana, arte in cui Arcidosso si era sempre distinto, possedendo uno dei più importanti lanifici della zona.

## Monumenti e luoghi d'interesse

### Architetture religiose
- Pieve di Santa Mustiola, situata lungo la strada che dalla località Canali porta alle Capannelle, conserva ancora nonostante alcune ristrutturazioni l'originaria struttura romanica. Ricordata sin dal 1205, fu ampliata con il transetto nel 1885.[1]
- Cappella della Natività, nota anche come cappella della Madonna del Presepe, è una piccola chiesetta padronale situata in località Canali. All'interno sono conservati un monumentale altare in trachite ed i sepolcri della famiglia Tassi. Sulla lunetta decorata della facciata è scolpita la data 1708.[2][3]

### Architetture civili
- Villa Origa, situato in località Canali, si trattava in origine di un vecchio mulino, poi trasformato nel 1908 in residenza della contessa Origa. Restaurata di recente, è caratterizzata dalla tipica torretta e dal colore rosso acceso, suo colore originario.
- Lanificio dei Bagnoli, imponente edificio oggi in rovina, è un valido esempio di architettura industriale situato presso la frazione nelle vicinanze della cascata. Destinato alla lavorazione della lana e voluto dal deputato Isidoro Maggi, fu attivo a più riprese tra il 1875 e il 1930. Sotto al lanificio, presso il fosso della Mastormola, erano situate le cave di terra gialla, scavate per la produzione di vernici, con i mulini delle Rossine e della Sega, oggi ristrutturati. Il lanificio è stato poi adibito a magazzino della terra gialla, ed in seguito abbandonato.[4][5]

### Aree naturali
- Cascata dell'Acqua d'Alto, situata sopra il paese sotto al Sasso della Vettoraia, è alta 25 metri ed è stata per anni inattiva dopo che Siena ne aveva sottratto l'acqua, privando gli arcidossini della cascata e causando carenze di approvvigionamento idrico. È stata recentemente riaperta.[6]

## Società

### Evoluzione demografica
Quella che segue è l'evoluzione demografica della frazione di Bagnoli. Sono indicati gli abitanti del centro abitato e dove è possibile la cifra riferita all'intero territorio della frazione.
| Anno | Abitanti       | Abitanti |
| Anno | Centro abitato | Frazione |
| ---- | -------------- | -------- |
| 1936 | 338            | —        |
| 1961 | 364            | 886      |
| 1981 | 291            | —        |
| 1991 | 263            | —        |
| 2001 | 359            | —        |
| 2011 | 490            | —        |

## Geografia antropica
Il territorio dei Bagnoli è composto da numerose località e borgate che vertono intorno al paese principale:
- Canali, conserva pregevoli edifici quali la settecentesca cappella della Natività e la Villa Origa dei primi del XX secolo.[2]
- Capannelle-Grappolini, località composta da due borgate che devono i propri nomi alla natura ed alla disposizione delle abitazioni. Sono interessanti alcuni muri a secco che delimitano la via dei Grappolini, testimonianza di una perduta arte locale.[2]
- Capenti, piccola località raggiungibile dalla strada che porta a Santa Fiora, è una tranquilla zona residenziale. Qui sono situate le piscine all'aperto di Arcidosso.
- Piane, è composta da poche case. Qui si trova la fonte dell'Acqua Bona, nome dovuto alla leggenda secondo cui la Pia de' Tolomei la trovò particolarmente dissetante, esprimendo il suo giudizio positivo.[5]
- Piane del Maturo, località situata più a valle delle Piane, conserva in via Case Nuove una fontana con lo stemma di Arcidosso e particolari volti in pietra posti sui due lati di un'abitazione al civico 47.[8]